# تودولهورن
تودولهورن (به لاتین: Theodulhorn) یک کوه در سوئیس است که در کانتون وله واقع شده‌است. تودولهورن ۳٬۴۶۹ متر بالاتر از سطح دریا واقع شده‌است.